# Vikersundbakken
Der Vikersundbakken, oft auch  Monsterbakken genannt, ist seit 2010 die größte Skiflugschanze der Welt. Auf der Schanze im norwegischen Vikersund werden regelmäßig Weltcupspringen und Skiflug-Weltmeisterschaften ausgetragen.

## Besonderheiten
Die Schanze hatte vor ihrem Umbau 2010 mit einem Neigungswinkel von 40,37° den steilsten Anlauf aller regelmäßig im Weltcup eingesetzten Schanzen. Nun beträgt der Winkel nur 36°. Sie war die erste Flugschanze, die mit einer Flutlichtanlage für Nachtspringen ausgerüstet wurde.

## Name der Schanze
Die Schanze wird gelegentlich als Skiflygingsbakken bezeichnet, was nichts anderes ist als das norwegische Wort für Skiflugschanze. Seit ihrem Umbau im Jahr 2010 trägt die Schanze, insbesondere in der norwegischen Medienlandschaft, den Spitznamen Monsterbakken.

## Geschichte
In Vikersund wurden bereits seit 1894 Sprungwettbewerbe auf verschiedenen Schanzen ausgetragen. 1936 wurde an der Stelle des heutigen Vikersundbakkens die erste Schanze errichtet. Diese wurde über die Jahre vergrößert und 1964/65 zur Skiflugschanze ausgebaut. In den Jahren 1966 und 1967 wurde auf der Schanze der Skiflug-Weltrekord dreimal verbessert. Vor der Skiflug-Weltmeisterschaft 2000 wurde die Schanze ausgebaut und auf einen Konstruktionspunkt von 185 Metern vergrößert. Aufgrund des Umbaus des Holmenkollbakkens in Oslo war Vikersund 2009 auch Austragungsort der Abschlussveranstaltung im Rahmen des Nordic Tournaments.
Zu Beginn des 21. Jahrhunderts gab es immer wieder Diskussionen, ob die Anlage weiter ausgebaut oder geschlossen und stattdessen eine neue Flugschanze in der Nähe des Holmenkollens gebaut werden soll. Der Plan einer Skiflugschanze in Oslo wurde jedoch verworfen. Die bestehende Schanze in Vikersund wurde auf einen K-Punkt von 200 Metern und eine Hillsize von 225 Meter umgebaut, so dass Flüge bis 250 Meter möglich sind. Auf der damals noch nicht komplett fertiggestellten Anlage fanden im Februar 2011 zwei Weltcupspringen statt, bei denen sowohl im ersten Training als auch in der Qualifikation neue Weltrekordweiten erzielt wurden. Im Mai 2011 hatte das Kultusministerium einen weiteren finanziellen Zuschuss von mehreren Millionen Euro zur kompletten Fertigstellung der Anlage bereitgestellt.
Im Jahr 2012 fand in Vikersund die Skiflug-Weltmeisterschaft statt. Am 14. Februar 2015 sprang der Slowene Peter Prevc im zweiten Wertungsdurchgang mit 250,0 Metern Weltrekord. Allerdings hielt dieser Weltrekord nicht lange, da ihn Anders Fannemel tags darauf an selber Stelle um weitere 1,5 Meter auf 251,5 Meter verbesserte. Beim Teamwettbewerb am 18. März 2017 überbot der Norweger Robert Johansson im ersten Durchgang in der zweiten Gruppe den Weltrekord auf 252,0 Meter, der Österreicher Stefan Kraft in der vierten Gruppe noch einmal auf 253,5 Meter. Diese Weite war bis zum 30. März 2025 die Weltrekordweite.
Im Jahr 2023 wurde in Vikersund von der FIS erstmalig ein offizieller Skiflug-Wettbewerb der Damen ausgetragen. Startberechtigt waren die 15 bestplatzierten Springerinnen aus dem laufenden Raw-Air-Wettbewerb, sofern sie wenigstens 18 Jahre alt waren. Die Österreicherin Julia Mühlbacher, die eigentlich als Fünfzehntplatzierte startberechtigt gewesen wäre, trat auf Grund von Folgen einer früheren Verletzung auf eigenen Wunsch hin aus Sicherheitsgründen nicht an. Für sie rückte die Japanerin Yūki Itō nach. Die ersten Trainingssprünge absolvierten die Springerinnen am 18. März 2023. Yūki Itō war dabei mit der Startnummer 1 die erste Frau, die einen Skiflug im Rahmen eines offiziellen Wettbewerbs absolvierte und sprang 182,5 Meter weit. Im Laufe des Trainings verbesserten die Damen den Schanzenrekord insgesamt sechsmal auf 222,0 Meter. Die Slowenin Ema Klinec war dabei die erste Frau, die mit 203,0 Metern über die 200-Meter-Marke sprang und damit den bisherigen Weltrekord aus dem Jahre 2003 überbot. Die Bestweite erzielte die Kanadierin Alexandria Loutitt, die damit vorerst mit 222,0 Meter den Weltrekord der Damen hielt. Der offizielle Wettbewerb fand am 19. März 2023 statt. Im ersten Durchgang konnte Ema Klinec den Schanzen- und somit auch den Weltrekord auf 226,0 Meter verbessern. Sie behauptete ihre Führung auch im zweiten Durchgang und gewann den ersten Skiflug-Wettbewerb der Damen.

## Technische Daten

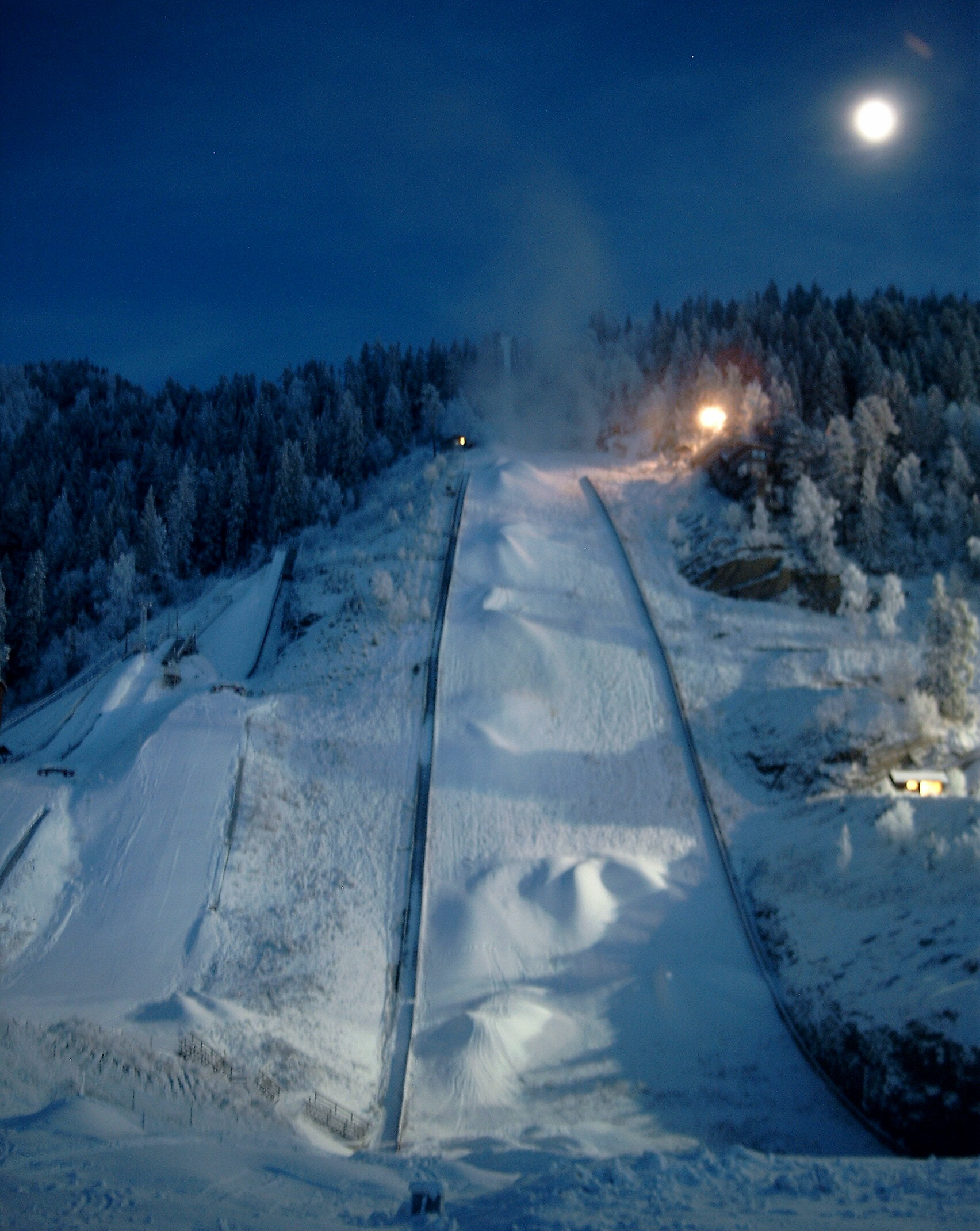
Vikersundbakken vor dem Jahr 2010 bei Vollmond und eingeschalteter Beschneiungsanlage

| Vikersundbakken                            | Vikersundbakken       |
| Anlauf                                     | Anlauf                |
| ------------------------------------------ | --------------------- |
| Anlauflänge                                | 134 m                 |
| Neigung des Anlaufs (γ)                    | 36°                   |
| Anlaufgeschwindigkeit                      | 28 m/s (ca. 105 km/h) |
| Schanzentisch                              |                       |
| Tischhöhe                                  | 3,65 m                |
| Tischlänge                                 | 8,0 m                 |
| Neigung des Schanzentisches (α)            | 11°                   |
| Aufsprung                                  |                       |
| Hillsize                                   | 240 m                 |
| Konstruktionspunkt                         | 200 m                 |
| Höhendifferenz Tischkante bis K-Punkt (h)  | 100,68 m              |
| Längendifferenz Tischkante bis K-Punkt (n) | 157,62 m              |
| Verhältnis Höhen- zu Längendifferenz (h/n) | 0,6065                |
| K-Punkt Neigungswinkel (β)                 | 34,34°                |
| Auslauf                                    |                       |
| Länge des Auslaufs                         | 90 m (steigend)       |

auf die Schanze K200 bezogen

## Entwicklung des Schanzenrekords

### Herren
| Jahr | Name               | Weite   |
| ---- | ------------------ | ------- |
| 1936 | Hilmar Myhra       | 085,0 m |
| 1946 | Arnholdt Kongsgård | 087,5 m |
| 1948 | Arnholdt Kongsgård | 088,5 m |
| 1951 | Arne Hoel          | 098,0 m |
| 1957 | Arne Hoel          | 100,5 m |
| 1958 | Asbjørn Osnes      | 108,5 m |
| 1960 | Paavo Lukkariniemi | 116,5 m |
| 1966 | Bjørn Wirkola      | 145,0 m |
| 1966 | Bjørn Wirkola      | 146,0 m |
| 1967 | Reinhold Bachler   | 154,0 m |
| 1977 | František Novák    | 157,0 m |
| 1986 | Piotr Fijas        | 163,0 m |
| 1990 | Matti Nykänen      | 171,0 m |
| 1993 | Espen Bredesen     | 185,0 m |

| Jahr | Name                | Weite   |
| ---- | ------------------- | ------- |
| 1995 | Takanobu Okabe      | 194,0 m |
| 2000 | Andreas Goldberger  | 207,0 m |
| 2004 | Martin Koch         | 209,0 m |
| 2004 | Roland Müller       | 211,0 m |
| 2004 | Olav Magne Dønnem   | 214,0 m |
| 2004 | Roland Müller       | 219,0 m |
| 2009 | Harri Olli          | 219,0 m |
| 2011 | Daiki Itō           | 220,0 m |
| 2011 | Johan Remen Evensen | 243,0 m |
| 2011 | Johan Remen Evensen | 246,5 m |
| 2015 | Peter Prevc         | 250,0 m |
| 2015 | Anders Fannemel     | 251,5 m |
| 2017 | Robert Johansson    | 252,0 m |
| 2017 | Stefan Kraft        | 253,5 m |

Weitester Sprung
- 254,0 m –  Dimitri Wassiljew (Weltcup, 15. Februar 2015) (konnte Landung nicht stehen)

### Damen
| Datum         | Name               | Weite   |
| ------------- | ------------------ | ------- |
| 16. März 2004 | Anette Sagen       | 174,5 m |
| 17. März 2004 | Helena Smeby       | 174,5 m |
| 18. März 2023 | Yūki Itō           | 182,5 m |
| 18. März 2023 | Alexandria Loutitt | 186,5 m |
| 18. März 2023 | Silje Opseth       | 186,5 m |
| 18. März 2023 | Yūki Itō           | 191,5 m |
| 18. März 2023 | Maren Lundby       | 199,0 m |
| 18. März 2023 | Ema Klinec         | 203,0 m |
| 18. März 2023 | Maren Lundby       | 212,5 m |
| 18. März 2023 | Alexandria Loutitt | 222,0 m |
| 19. März 2023 | Ema Klinec         | 226,0 m |
| 17. März 2024 | Silje Opseth       | 230,5 m |
| 14. März 2025 | Nika Prevc         | 236,0 m |

Weitester Sprung
- 236,5 m –  Silje Opseth (Weltcup, 17. März 2024) (konnte Landung nicht stehen)

## Weitere Schanzen
Neben der Flugschanze befindet sich eine HS 117-Großschanze. Auf dieser werden regelmäßig Continental Cups, sowohl bei Herren als auch bei Damen, ausgetragen. Von August bis November 2008 wurde diese von zuvor HS 100 (K 90) zur HS 117 ausgebaut.

## Internationale Wettbewerbe
Genannt werden alle von der FIS organisierten Sprungwettbewerbe.
| Datum             | Kategorie         | Schanze | 1. Platz                                                                          | 2. Platz                                                                     | 3. Platz                                                                             |
| ----------------- | ----------------- | ------- | --------------------------------------------------------------------------------- | ---------------------------------------------------------------------------- | ------------------------------------------------------------------------------------ |
| 18. Feb. 1977     | Weltmeisterschaft | K155    | Walter Steiner                                                                    | Toni Innauer                                                                 | Henry Glaß                                                                           |
| 2. März 1980      | Weltcup           | K155    | Per Bergerud                                                                      | Stanisław Bobak                                                              | Ján Tánczos                                                                          |
| 18. Feb. 1983     | Weltcup           | K155    | Matti Nykänen                                                                     | Pavel Ploc Hans Wallner                                                      |                                                                                      |
| 19. Feb. 1983     | Weltcup           | K155    | Matti Nykänen                                                                     | Horst Bulau                                                                  | Tuomo Ylipulli                                                                       |
| 20. Feb. 1983     | Weltcup           | K155    | Matti Nykänen                                                                     | Olav Hansson                                                                 | Pavel Ploc                                                                           |
| 15. Feb. 1986     | Weltcup           | K180    | Andreas Felder                                                                    | Matti Nykänen                                                                | Piotr Fijas                                                                          |
| 16. Feb. 1986     | Weltcup           | K180    | Andreas Felder                                                                    | Ernst Vettori                                                                | Matti Nykänen                                                                        |
| 25. Feb. 1990     | Weltmeisterschaft | K180    | Dieter Thoma                                                                      | Matti Nykänen                                                                | Jens Weißflog                                                                        |
| 18. Feb. 1995     | Weltcup           | K180    | Andreas Goldberger                                                                | Takanobu Okabe                                                               | Lasse Ottesen                                                                        |
| 19. Feb. 1995     | Weltcup           | K180    | Andreas Goldberger                                                                | Takanobu Okabe                                                               | Roberto Cecon                                                                        |
| 1. März 1998      | Weltcup           | K180    | Andreas Widhölzl                                                                  | Sven Hannawald                                                               | Akira Higashi                                                                        |
| 1. März 1998      | Weltcup           | K180    | Takanobu Okabe                                                                    | Hiroya Saitō                                                                 | Noriaki Kasai                                                                        |
| 14. Feb. 2000     | Weltmeisterschaft | K185    | Sven Hannawald                                                                    | Andreas Widhölzl                                                             | Janne Ahonen                                                                         |
| 6. März 2004      | Continental Cup   | HS207   | Roland Müller                                                                     | Olav Magne Dønnem                                                            | Balthasar Schneider                                                                  |
| 7. März 2004      | Continental Cup   | HS207   | Roland Müller                                                                     | Balthasar Schneider                                                          | Martin Koch                                                                          |
| 13. Jan. 2007     | Weltcup           | HS207   | Anders Jacobsen                                                                   | Thomas Morgenstern                                                           | Matti Hautamäki                                                                      |
| 14. Jan. 2007     | Weltcup           | HS207   | Wettkampf abgesagt                                                                | Wettkampf abgesagt                                                           | Wettkampf abgesagt                                                                   |
| 14. März 2009     | Weltcup           | HS207   | ÖsterreichMartin Koch Wolfgang Loitzl Thomas Morgenstern Gregor Schlierenzauer    | FinnlandMatti Hautamäki Kalle Keituri Ville Larinto Harri Olli               | NorwegenJohan Remen Evensen Bjørn Einar Romøren Anders Bardal Anders Jacobsen        |
| 15. März 2009     | Weltcup           | HS207   | Gregor Schlierenzauer                                                             | Simon Ammann                                                                 | Dmitri Wassiljew                                                                     |
| 12. Feb. 2011     | Weltcup           | HS225   | Gregor Schlierenzauer Johan Remen Evensen                                         |                                                                              | Simon Ammann                                                                         |
| 13. Feb. 2011     | Weltcup           | HS225   | Gregor Schlierenzauer                                                             | Johan Remen Evensen                                                          | Adam Małysz                                                                          |
| 25. Feb. 2012     | Weltmeisterschaft | HS225   | Robert Kranjec                                                                    | Rune Velta                                                                   | Martin Koch                                                                          |
| 26. Feb. 2012     | Weltmeisterschaft | HS225   | ÖsterreichThomas Morgenstern Andreas Kofler Gregor Schlierenzauer Martin Koch     | DeutschlandAndreas Wank Richard Freitag Maximilian Mechler Severin Freund    | SlowenienJernej Damjan Jurij Tepeš Jure Šinkovec Robert Kranjec                      |
| 26. Jan. 2013     | Weltcup           | HS225   | Gregor Schlierenzauer                                                             | Simon Ammann                                                                 | Robert Kranjec                                                                       |
| 27. Jan. 2013     | Weltcup           | HS225   | Robert Kranjec                                                                    | Michael Neumayer                                                             | Gregor Schlierenzauer                                                                |
| 14. Feb. 2015     | Weltcup           | HS225   | Peter Prevc                                                                       | Anders Fannemel                                                              | Noriaki Kasai                                                                        |
| 15. Feb. 2015     | Weltcup           | HS225   | Severin Freund                                                                    | Anders Fannemel                                                              | Johann André Forfang                                                                 |
| 12. Feb. 2016     | Weltcup           | HS225   | Robert Kranjec                                                                    | Kenneth Gangnes                                                              | Noriaki Kasai                                                                        |
| 13. Feb. 2016     | Weltcup           | HS225   | Peter Prevc                                                                       | Johann André Forfang                                                         | Robert Kranjec                                                                       |
| 14. Feb. 2016     | Weltcup           | HS225   | Peter Prevc                                                                       | Stefan Kraft                                                                 | Andreas Stjernen                                                                     |
| 18. März 2017     | Weltcup/Raw Air   | HS225   | NorwegenDaniel-André Tande Robert Johansson Johann André Forfang Andreas Stjernen | PolenPiotr Żyła Dawid Kubacki Maciej Kot Kamil Stoch                         | ÖsterreichMichael Hayböck Manuel Fettner Gregor Schlierenzauer Stefan Kraft          |
| 19. März 2017     | Weltcup/Raw Air   | HS225   | Kamil Stoch                                                                       | Noriaki Kasai                                                                | Michael Hayböck                                                                      |
| 17. März 2018     | Weltcup/Raw Air   | HS240   | NorwegenDaniel-André Tande Johann André Forfang Andreas Stjernen Robert Johansson | PolenPiotr Żyła Stefan Hula Dawid Kubacki Kamil Stoch                        | SlowenienDomen Prevc Jernej Damjan Tilen Bartol Peter Prevc                          |
| 18. März 2018     | Weltcup/Raw Air   | HS240   | Robert Johansson                                                                  | Andreas Stjernen                                                             | Daniel-André Tande                                                                   |
| 16. März 2019     | Weltcup/Raw Air   | HS240   | SlowenienAnže Semenič Peter Prevc Domen Prevc Timi Zajc                           | DeutschlandConstantin Schmid Richard Freitag Karl Geiger Markus Eisenbichler | ÖsterreichMichael Hayböck Philipp Aschenwald Daniel Huber Stefan Kraft               |
| 17. März 2019     | Weltcup/Raw Air   | HS240   | Domen Prevc                                                                       | Ryōyū Kobayashi                                                              | Stefan Kraft                                                                         |
| 14. März 2020     | Weltcup/Raw Air   | HS240   | aufgrund der COVID-19-Pandemie abgesagt                                           | aufgrund der COVID-19-Pandemie abgesagt                                      | aufgrund der COVID-19-Pandemie abgesagt                                              |
| 15. März 2020     | Weltcup/Raw Air   | HS240   | aufgrund der COVID-19-Pandemie abgesagt                                           | aufgrund der COVID-19-Pandemie abgesagt                                      | aufgrund der COVID-19-Pandemie abgesagt                                              |
| 20. März 2021     | Weltcup/Raw Air   | HS240   | aufgrund der COVID-19-Pandemie abgesagt                                           | aufgrund der COVID-19-Pandemie abgesagt                                      | aufgrund der COVID-19-Pandemie abgesagt                                              |
| 21. März 2021     | Weltcup/Raw Air   | HS240   | aufgrund der COVID-19-Pandemie abgesagt                                           | aufgrund der COVID-19-Pandemie abgesagt                                      | aufgrund der COVID-19-Pandemie abgesagt                                              |
| 11.–12. März 2022 | Weltmeisterschaft | HS240   | Marius Lindvik                                                                    | Timi Zajc                                                                    | Stefan Kraft                                                                         |
| 13. März 2022     | Weltmeisterschaft | HS240   | SlowenienDomen Prevc Peter Prevc Timi Zajc Anže Lanišek                           | DeutschlandSeverin Freund Andreas Wellinger Markus Eisenbichler Karl Geiger  | NorwegenJohann André Forfang Daniel-André Tande Halvor Egner Granerud Marius Lindvik |
| 18. März 2023     | Weltcup/Raw Air   | HS240   | Halvor Egner Granerud                                                             | Stefan Kraft                                                                 | Daniel Tschofenig                                                                    |
| 19. März 2023     | Raw Air           | HS240   | Ema Klinec                                                                        | Silje Opseth                                                                 | Yūki Itō                                                                             |
| 19. März 2023     | Weltcup/Raw Air   | HS240   | Stefan Kraft                                                                      | Halvor Egner Granerud                                                        | Anže Lanišek                                                                         |
| 16. März 2024     | Weltcup/Raw Air   | HS240   | Wettkampf der Frauen wegen starken Windes abgesagt                                | Wettkampf der Frauen wegen starken Windes abgesagt                           | Wettkampf der Frauen wegen starken Windes abgesagt                                   |
| 17. März 2024     | Weltcup/Raw Air   | HS240   | Eirin Maria Kvandal                                                               | Silje Opseth                                                                 | Ema Klinec                                                                           |
| 17. März 2024 1   | Weltcup/Raw Air   | HS240   | Stefan Kraft                                                                      | Daniel Huber                                                                 | Domen Prevc                                                                          |
| 17. März 2024 2   | Weltcup/Raw Air   | HS240   | Daniel Huber                                                                      | Stefan Kraft                                                                 | Timi Zajc                                                                            |
| 15. März 2025 3   | Weltcup/Raw Air   | HS240   | Nika Prevc                                                                        | Ema Klinec                                                                   | Selina Freitag                                                                       |
| 15. März 2025     | Weltcup/Raw Air   | HS240   | Andreas Wellinger                                                                 | Timi Zajc                                                                    | Anže Lanišek                                                                         |
| 16. März 2025     | Weltcup/Raw Air   | HS240   | Wettbewerb der Damen am Vormittag aufgrund starken Windes abgesagt                | Wettbewerb der Damen am Vormittag aufgrund starken Windes abgesagt           | Wettbewerb der Damen am Vormittag aufgrund starken Windes abgesagt                   |
| 16. März 2025 4   | Weltcup/Raw Air   | HS240   | Domen Prevc                                                                       | Andreas Wellinger                                                            | Ryōyū Kobayashi                                                                      |